# Długie (powiat żagański)
Długie – wieś w Polsce położona w województwie lubuskim, w powiecie żagańskim, w gminie Szprotawa.
W latach 1954–1972 wieś należała i była siedzibą władz gromady Długie. W latach 1975–1998 miejscowość należała administracyjnie do województwa zielonogórskiego.
Miejscowość ta jest jedną z największych wsi na terenie gminy Szprotawa.
Na terenie wsi znajduje się cmentarz komunalny.

## Nazwa
W 1295 w kronice łacińskiej Liber fundationis episcopatus Vratislaviensis (pol. Księga uposażeń biskupstwa wrocławskiego) miejscowość wymieniona jest w zlatynizowanej formie Heinrichsdorf czyli wieś Henryka we fragmencie Heinrichsdorf polonicale.

## Zabytki
Do wojewódzkiego rejestru zabytków wpisane są:
- wczesnogotycka ruina kościoła pw. św. Jakuba z XIII wieku, z ruiną bramy kościelnej z XIV w.
- zespół dworski, z XIX wieku: 
  - dwór, z połowy XIX wieku
  - park
- zespół pałacowy, z XVIII–XIX wieku: 
  - pałac z XVII wieku
  - dwie oficyny
  - park
- dwór obronny, obecnie dom nr 131, z połowy XVI wieku

inne zabytki:
- neogotycki kościół św. Anny z 1898 roku